# Pleasant Run (Ohio)
Pleasant Run statisztikai település az USA Ohio államában, Hamilton megyében. Lakosainak száma 4861 fő (2020. április 1.).

## Népesség
A település népességének változása:

| 2010 | 4 953 |
| 2020 | 4 861 |